# Nyamagana (huyện)
Nyamagana là một huyện thuộc vùng Mwanza, Tanzania. Thủ phủ của huyện Nyamagana đóng tại Mwanza. Huyện Nyamagana có diện tích 425 ki lô mét vuông. Đến thời điểm điều tra dân số ngày 25 tháng 8 năm 2002, huyện Nyamagana có dân số 209806 người.